# Naesicopea abyssorum
Naesicopea abyssorum là một loài chân đều trong họ Sphaeromatidae. Loài này được Beddard miêu tả khoa học năm 1886.